# 卡蜜拉·尼芙托娃
卡蜜拉·尼芙托娃（1989年6月28日—），捷克女歌手。

## 簡歷
2008年，她參加了英國偶像大賽（X Factor），並進入前五名，並贏得了25歲以下歌手組的冠軍。此後，她一直在百老匯劇院和海伯尼亞劇院擔任獨唱歌手。